# 富時小型公司指數
富時小型公司指數（FTSE SmallCap Index）是指富時350指數成分股以外的倫敦證券交易所上市公司股份，該類公司的總市值只佔倫敦證券交易所所有上市公司市值的2%。

## 外部連結
- 富時小型公司指數簡介